# Wereldkampioenschappen baanwielrennen 1898

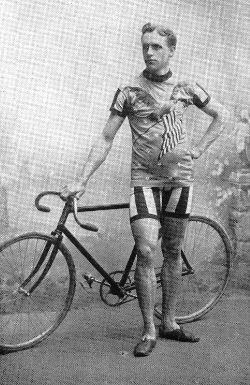
George A. Banker, wereldkampioen sprint

De wereldkampioenschappen baanwielrennen 1898 vonden plaats op de wielerbaan van de Prater in Wenen, van 8 tot 12 september. Ze werden georganiseerd door de International Cyclists Association, de voorganger van de UCI.
Het evenement werd verstoord door de moord op de Oostenrijkse keizerin Elisabeth op 10 september. Op sportief vlak was het geen hoogvlieger, getuige de toenmalige berichtgeving in de Nederlandse pers, waarin de grootste aandacht ging naar de feestelijkheden rond de inhuldiging van koningin Wilhelmina.
De wedstrijden over 100 kilometer met gangmaking werden gereden achter zogenaamde multiplets, tandemfietsen met drie tot zes zitplaatsen. Bij de amateurs kwamen negen renners aan de start. Zes gavan op, zodat de drie overblijvenden op het podium kwamen: de Engelsman Cherry, de Duitser Gräben en de Oostenrijker Huneck. Bij de profs was het nog erger: van de elf ingeschreven renners kwamen er slechts twee aan de start: de Britten Palmer en Chase. Chase vond echter geen gangmakers, omdat de Engelse bond die niet wilde betalen. De plaatselijke wielerbond bood nog een som aan van 500 kronen, maar tevergeefs. Palmer reed zodoende als enige de wedstrijd en werd natuurlijk wereldkampioen. Het publiek was zodanig ontstemd dat het tot opstootjes kwam: Het publiek kwam in opstand, er ontstond groot spektakel, en velen werden in hechtenis genomen.
Op het sprintnummer over 1 Engelse mijl werd de Amerikaan George A. Banker wereldkampioen bij de profs en de Duitser Paul Albert bij de amateurs. De traditionele beslissingsrit tussen beide kampioenen kwam er niet omdat Banker ziek afmeldde.

## Uitslagen

### Beroepsrenners
| Wedstrijd      | Winnaar           | 2e            | 3e               |
| -------------- | ----------------- | ------------- | ---------------- |
| Sprint         | Georges A. Banker | Franz Veheyen | Edmond Jacquelin |
| 100 km stayers | Richard Palmer    | -             | -                |

### Amateurs
| Wedstrijd      | Winnaar            | 2e            | 3e                 |
| -------------- | ------------------ | ------------- | ------------------ |
| Sprint         | Paul Albert        | Ludwig Opel   | Thomas Summersgill |
| 100 km stayers | Albert John Cherry | Gustav Gräben | Anton Huneck       |

Edities

1893 ·
1894 ·
1895 ·
1896 ·
1897 ·
1898 ·
1899 ·
1900 ·
1901 ·
1902 ·
1903 ·
1904 ·
1905 ·
1906 ·
1907 ·
1908 ·
1909 ·
1910 ·
1911 ·
1912 ·
1913 ·
1914 ·
1915 · 1916 · 1917 · 1918 · 1919 ·
1920 ·
1921 ·
1922 ·
1923 ·
1924 ·
1925 ·
1926 ·
1927 ·
1928 ·
1929 ·
1930 ·
1931 ·
1932 ·
1933 ·
1934 ·
1935 ·
1936 ·
1937 ·
1938 ·
1939 ·
1940 · 1941 · 1942 · 1943 · 1944 · 1945 ·
1946 ·
1947 ·
1948 ·
1949 ·
1950 ·
1951 ·
1952 ·
1953 ·
1954 ·
1955 ·
1956 ·
1957 ·
1958 ·
1959 ·
1960 ·
1961 ·
1962 ·
1963 ·
1964 ·
1965 ·
1966 ·
1967 ·
1968 ·
1969 ·
1970 ·
1971 ·
1972 ·
1973 ·
1974 ·
1975 ·
1976 ·
1977 ·
1978 ·
1979 ·
1980 ·
1981 ·
1982 ·
1983 ·
1984 ·
1985 ·
1986 ·
1987 ·
1988 ·
1989 ·
1990 ·
1991 ·
1992 ·
1993 ·
1994 ·
1995 ·
1996 ·
1997 ·
1998 ·
1999 ·
2000 ·
2001 ·
2002 ·
2003 ·
2004 ·
2005 ·
2006 ·
2007 ·
2008 ·
2009 ·
2010 ·
2011 ·
2012 · 
2013 · 
2014 · 
2015 · 
2016 · 
2017 · 
2018 · 
2019 · 
2020 · 
2021 · 
2022 · 
2023 ·
2024 ·
2025 ·

Onderdelen

Achtervolging (individueel) · 
afvalkoers · 
keirin · 
koppelkoers · 
omnium · 
ploegenachtervolging · 
puntenkoers · 
scratch · 
sprint · 
teamsprint ·  
tijdrijden

Voormalig:
stayeren ·
tandem